# 북부베통
북부베통(Bettongia tropica)은 쥐캥거루과에 속하는 작은 유대류의 일종이다. 오스트레일리아 퀸즐랜드주 북동부 극단의 유칼립투스(Eucalyptus) 삼림 지대 개활지와 알로카수아리나마황(Allocasuarina) 숲 경계의 우림이 혼합된 일부 지역에 제한적으로 발견된다. 무리를 만들지 않고 홀로 생활하며, 야행성 동물이다. 수풀 속의 나무 또는 땅에서 모아 만든 우물 모양의 은신처 속에서 낮 시간을 보낸다. 은신처는 쥐는 힘을 가진 꼬리를 이용하여 운반한다.